# SVO型
SVO型（SVOがた）とは、文を作るときに、主語 (Subject) - 動詞 (Verb) - 目的語 (Object) の語順をとる言語のこと。自然な能動態の表現において、次のような三つの構成素で文を作る言語類型を言う。例：「サム 食べた オレンジ」（サムはオレンジを食べた、英語：Sam ate an orange. ） 
代表的な言語には英語と中国語がある。現代ヨーロッパでは、SOV型のドイツ語、オランダ語、バスク語、トルコ語など、VSO型のゲール語、ウェールズ語、ブルトン語などを除き、この形式を基本語順とする。曲用あるいは接尾辞により名詞に格を持つスラヴ諸語やフィンランド語、ハンガリー語などには多様な語順が認められる。
ドイツ語およびオランダ語はSOV型のV2語順（動詞第二位）と分析される。V2のため、主語で始まる平叙文に限定すれば、SVOになる。

## 特徴
SVO型の言語には以下の特徴があることが多い。
動詞の前に助動詞を置く。
- 英： have eaten
- 中：有吃過

前置詞を用いる。
- 英：in America
- 中：在美國

格標識がない。
- 英：A man loves a woman. / A woman loves a man.
- 中：一個男人愛上一個女人。 / 一個女人愛上一個男人。

副詞は場所、様態、時間の順に並ぶ。
- 英：I went to Tokyo by train yesterday.

語順が比較的固定している。
疑問詞を前に移動する（wh-移動、ただし中国語は当てはまらない）。
- 英：What is this?